# Synagoge (Ludwigsburg)

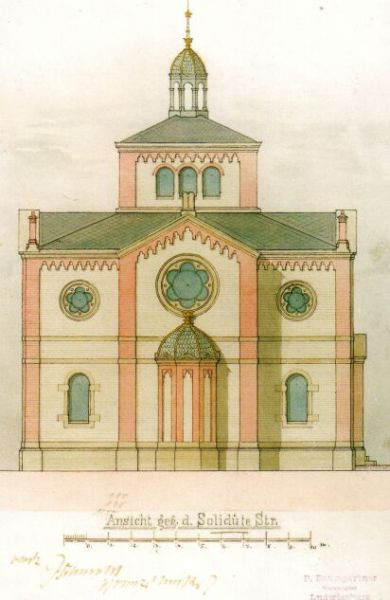
Bauzeichnung, Aufriss von 1883/84

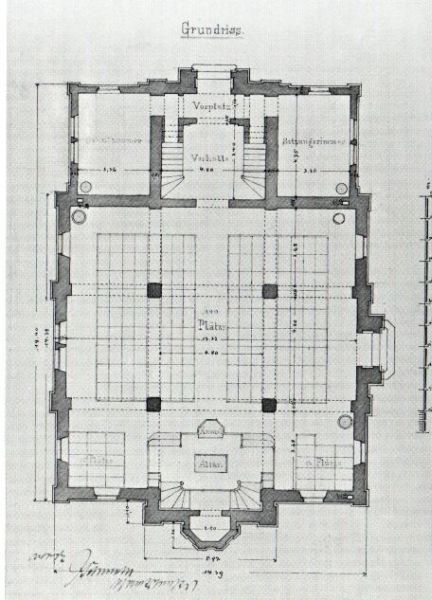
Bauzeichnung, Grundriss von 1883/84

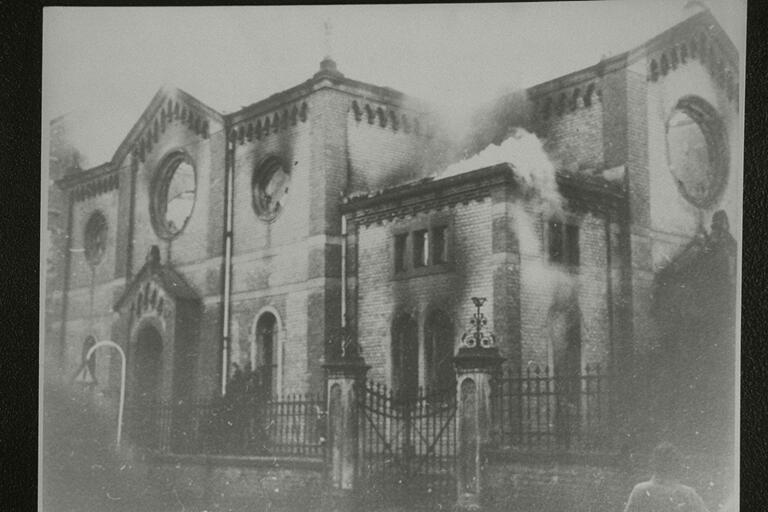
Brennende Synagoge in Ludwigsburg

Die Synagoge in Ludwigsburg war ein Sakralgebäude, das von 1884 bis 1938 existierte.

## Jüdische Gemeinde in Ludwigsburg
In Ludwigsburg wurden seit der Gründung der Residenzstadt im 18. Jahrhundert Juden geduldet. Mit diesen Handelsleuten, die unter dem persönlichen Schutz des württembergischen Herzogs standen, und ihren Familien begann die Geschichte der jüdischen Gemeinde in Ludwigsburg. Zeitweise, von 1832 bis 1849, bestand mit Aldingen zusammen eine gemeinsame Gemeinde; ab 1832 gehörte die jüdische Gemeinde Ludwigsburg zum Bezirksrabbinat Stuttgart. Um 1900 erreichte die Zahl jüdischer Einwohner in Ludwigsburg mit 243 Personen ihren höchsten Stand. 1933 lebten in Ludwigsburg noch 163 Personen jüdischen Glaubens, nach der Zeit des Dritten Reichs bestand nur noch eine kleine Gemeinde.

## Vorgängerbauten
In der Zeit der Hofjuden des 18. Jahrhunderts wird im Jahr 1739 die Existenz eines Betsaales, der wie eine Synagoge eingerichtet gewesen sei, erwähnt. Dieser Saal lässt sich nicht mehr lokalisieren. Eine weitere Erwähnung eines Betsaales stammt aus dem Jahr 1817. Auch dieser ist nicht mit Sicherheit zu lokalisieren; er könnte sich jedoch im Haus des Wolf Jordan befunden haben, da dieser 1824 den Antrag stellte, im Hintergebäude seines Anwesens in der Mömpelgardstraße 18, dem ehemaligen Jud Süßschen Haus, ein heizbares Zimmer und einen Betsaal ohne Heizung einrichten zu dürfen. Nachdem er die Genehmigung dafür erhalten hatte, richtete er die Räumlichkeiten ein und vermietete sie an die israelitische Gemeinde. Der Raum neben dem Betsaal wurde für den Religionsunterricht der Kinder genutzt und diente außerdem in der unterrichtsfreien Zeit dem Lehrer als Wohnraum. Ab 1848 verlangte die Familie Jordan keine Miete mehr für den Betsaal, in dem 1863 die Stuttgarter Liturgie mit deutschem Gebet, Choralgesang und Harmoniumbegleitung eingeführt wurde.
Der Mietvertrag für den Betsaal in der Mömpelgardstraße wurde jedoch zum 1. September 1883 von einem Erben gekündigt und die Räumlichkeiten wurden fortan als Lager und Packraum für Militärbekleidungsartikel genutzt. Später dienten sie als Pferdestall und Heustadel, nach dem Ersten Weltkrieg wurden sie abgerissen.
Offenbar hatte man die Beendigung des Mietverhältnisses vorhergesehen oder die Räumlichkeiten in der Mömpelgardstraße ohnehin aufgeben wollen, denn schon 1876 war ein Synagogenbauverein in Ludwigsburg gegründet worden. Als Übergangslösung stellte 1883 die Fabrikantenwitwe Rebekka Elsas ein Zimmer in der Marstallstraße 4 für Gottesdienste zur Verfügung; unterdessen wurde im Dezember ein Grundstück in den Äußeren Seegärten zum Bau der Synagoge gekauft.

## Synagogenbau
Das 1883 zu einem Preis von 3348,80 Mark erworbene Grundstück befand sich an der Allee- und Solitudestraße und umfasste 7 Ar 28 m². Für den geplanten Neubau zeichneten Werkmeister Paul Baumgärtner und sein Sohn Fritz die Pläne, die im Februar 1884 von der Israelitischen Oberkirchenbehörde genehmigt wurden. Finanziert wurde der etwa 35.000 Mark teure Bau von den rund 200 Gemeindemitgliedern sowie über ein Darlehen mit 40-jähriger Laufzeit. Außerdem wurde ein Staatsbeitrag von 2500 Mark bewilligt. Der erste Spatenstich erfolgte am 17. März 1884, am 19. Dezember desselben Jahres wurde die Synagoge eingeweiht. Das Programm sah unter anderem einen feierlichen Umzug vom provisorischen Betsaal in der Marstallstraße zu dem neuen Gebäude vor. Kirchenrat Moses von Wassermann als Bezirksrabbiner nahm die Einweihung vor. Das Bauwerk erhielt in den 1920er Jahren einen neuen Dachbelag aus Schiefer und sein Inneres wurde, mit Ausnahme der Kuppelwand, noch 1934 renoviert, da das 50-jährige Jubiläum würdig gefeiert werden sollte. Den Festgottesdienst am 15. Dezember 1934 hielt der Rabbiner Aron Tänzer aus Göppingen ab.

## Zerstörung durch NS-Terror
Bereits vor dem Novemberpogrom, im November 1937, wurde die Synagoge beschädigt. 15 große Bleiglasfenster mit insgesamt 86 Scheiben wurden am Synagogengebäude zerstört. Ein Jahr später wurde die Ludwigsburger Synagoge beim Novemberpogrom zerstört. Am Vormittag des 10. November 1938 bereitete der Leiter des Sicherheitsdienstes des Kreises Ludwigsburg zusammen mit Angehörigen der NSDAP die Aktion vor. Mitglieder der Hitlerjugend transportierten Inventar und Kultgegenstände aus der Synagoge in ein städtisches Gebäude. Am frühen Nachmittag wurde, nachdem das runde Fenster der Synagoge eingeschlagen worden war, das Gebäude in Brand gesetzt. Die Feuerwehr beschränkte sich auf den Schutz der benachbarten Gebäude; die Synagoge brannte innerhalb weniger Minuten vollkommen aus. Die Ruine wurde am 14. November gesprengt, in den darauffolgenden Tagen wurden die oberirdischen Mauerreste abgetragen und der Bauschutt wurde verkauft. Ein Teil der Mauersteine wurde zur Erhöhung der Zuchthausmauern des Ludwigsburger Gefängnisses verwendet. Menschen, die versuchten die Ereignisse zu dokumentieren, bspw. in Form von Fotografien, und dabei erwischt wurden, mussten ihre Kamera bei der Ortsansässigen Polizei abgeben. Fotografien wurden gelöscht bzw. zerstört und die Kamera danach dem Eigentümer zurückgegeben.
Nach der Zerstörung ihrer Synagoge nutzte die jüdische Gemeinde Ludwigsburg ihr Gemeindehaus in der Seestraße 75 (heute: Hohenzollernstraße 3) für Versammlungen. Kantor Samuel Metzger bat den Oberbürgermeister Anfang 1939 darum, dort auch Gottesdienste abhalten zu dürfen. Dies war möglicherweise bis zur Deportation bzw. Zwangsumsiedlung der letzten jüdischen Einwohner Ludwigsburgs im Jahr 1941 gestattet. Auf dem Platz, an dem die Synagoge gestanden hatte, wurde in den Monaten nach der Zerstörung ein Kinderspielplatz angelegt.

## Erinnerungsort
1952 wurde im Gemeinderat der Antrag eines Architekten diskutiert, den Platz mit einem Appartementhaus zu überbauen; dieser Antrag wurde aber abgelehnt. 1959 wurde ein Gedenkstein aufgestellt. Dieser gemahnt an die Wahrung von Menschlichkeit und Recht. Verschiedene Pläne zur Zerstörung des Platzes aus den 1960er- und 70er-Jahren (Bau eines Bankhauses oder Ausfahrt des Zentralen Omnibus-Bahnhofes) wurden nicht realisiert – allerdings nicht aus Respekt vor der Geschichte des Platzes, sondern weil sich die Planungen anderweitig entwickelten. 1988 wurde der Platz umgestaltet: Durch Bodenplatten wurde der Grundriss der einstigen Synagoge nachgezeichnet; das Volumen des zerstörten Gebäudes sollte durch zehn Kugelakazien veranschaulicht werden.
Immer wieder engagierten sich bürgerschaftliche Gruppen aus Ludwigsburg dafür, die Erinnerung an die Synagoge und die Geschichte des Platzes wach zu halten. Beispielsweise stellten im November 1998 Mitglieder des „Bündnis gegen Fremdenfeindlichkeit“ zahlreiche alte Koffer auf den Platz, auf die sie mit weißer Farbe Namen, Geburts- und Todesjahr sowie Sterbeort von jüdischen Männern und Frauen aus Ludwigsburg geschrieben hatten. Damit erinnerten sie an die Ermordung dieser Menschen. Die Gestaltung der Koffer spiegelte die Art und Weise wie Juden und Jüdinnen ihre Koffer für den Transport in die Konzentrations- und Vernichtungslager vorbereiten mussten. In diesen historisch verbürgten Koffern sollten Gegenstände mitgenommen werden, die zum Aufbau eines neuen Zuhause „im Osten“ gebraucht würden – so wurde den Menschen eine Zukunft vorgegaukelt, obwohl ihre Ermordung längst geplant war.
Von 2010 an bildete sich der „Arbeitskreis Dialog Synagogenplatz“ als Reaktion auf den schlechten baulichen Zustand des Platzes (die 1988 gepflanzten Bäume gingen regelmäßig ein, weil die Fußgängerströme den Boden stark verdichteten, bei Regen und Schnee bildeten sich große Pfützen und Glatteisflächen) und weil die Namen der verfolgten und ermordeten jüdischen Ludwigsburgerinnen und Ludwigsburger nicht erwähnt wurden. Aus einem umfangreichen und langfristigen Informations- und Diskussionsprozess wurden bis 2013 rund 40 Vorschläge gewonnen, wie der Platz künftig aussehen könnte. Eine gemeinsame Arbeitsgruppe aus Gemeinderat, Stadtverwaltung und „Arbeitskreis Dialog Synagogenplatz“ verdichtete diese Vorschläge zu einem gemeinsamen Entwurf. Diesen beschloss der Ludwigsburger Gemeinderat im November 2013 – mit der Besonderheit, dass von den auf 360.000 € gedeckelten Kosten für diese Sanierung eines städtischen Platzes 120.000 € aus Spenden- und Stiftungsgeldern zusammengebracht werden müssten. Der Baubeginn durfte laut Beschluss erst erfolgen, wenn davon die Hälfte vorhanden war. Aus dem „Arbeitskreis Dialog Synagogenplatz“ heraus hat sich der „Förderverein Synagogenplatz Ludwigsburg“ gebildet, der zwar gegen die Finanzierungsvorgaben des Gemeinderats scharf protestierte, sich aber dennoch ans Sammeln von Spenden machte.

## Neugestaltung 2014

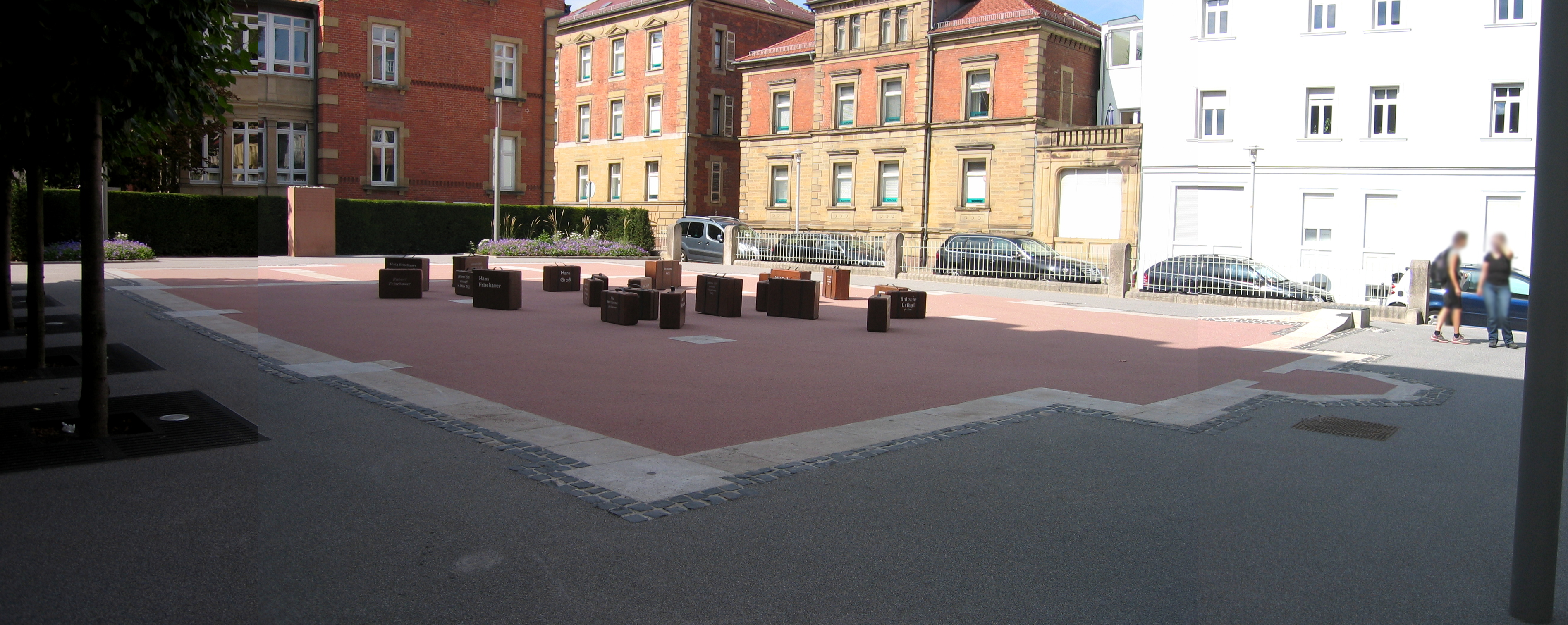
Synagogenplatz im Jahr 2015

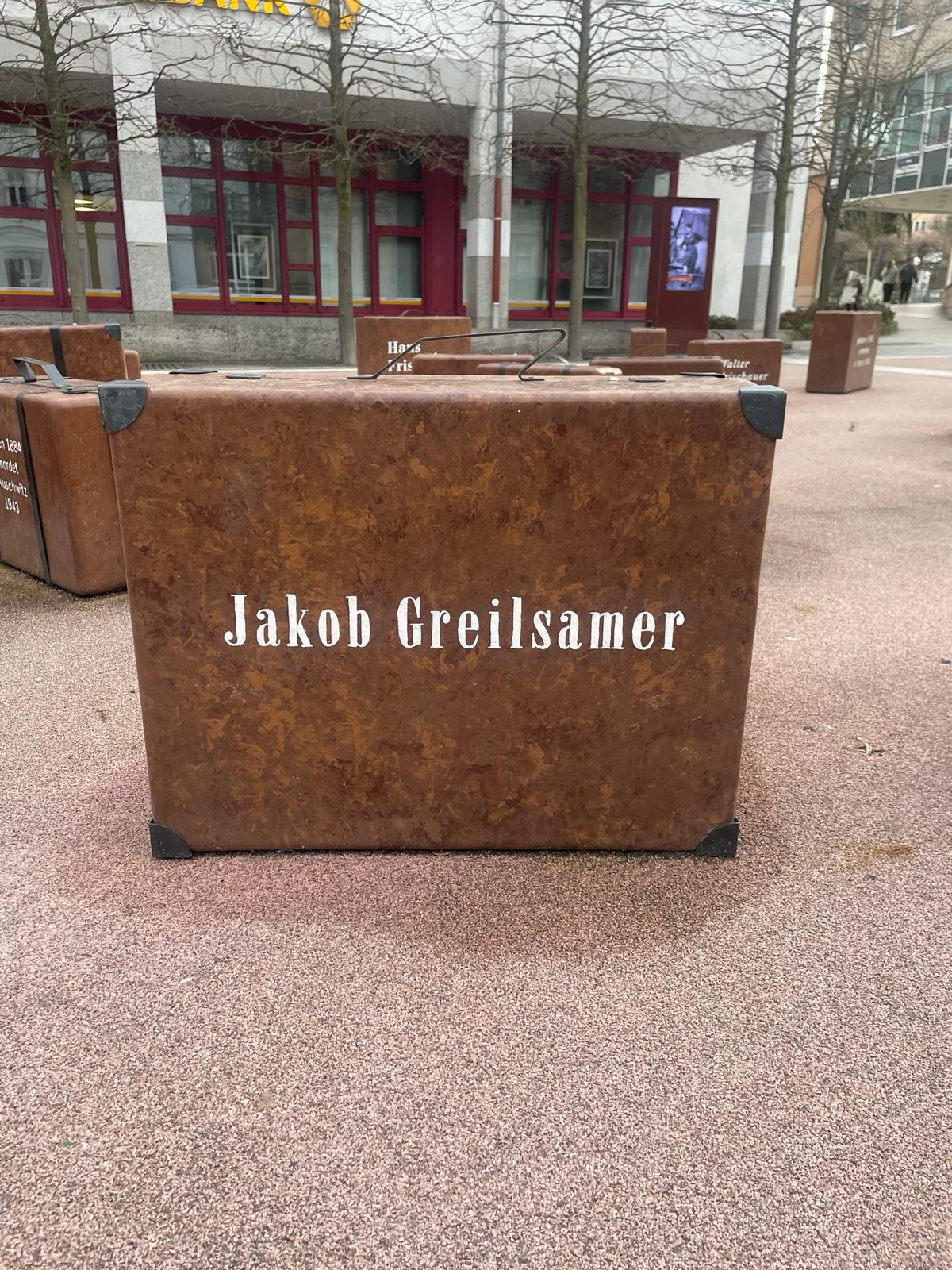
Gedenkkoffer Jakob Greilsamer

Im September 2014 begannen die Bauarbeiten für diese Umgestaltung: Die bestehenden Bäume wurden entfernt, der Boden sollte grundlegend für eine funktionierende Entwässerung aufbereitet werden. Am Platzrand, als Abgrenzung zu einem benachbarten Bankgebäude aus den 1990er-Jahren, wurden fünf größere neue Bäume geplant. Die wichtigsten Gestaltungselemente: Der Innenraum der früheren Synagoge ist durch andersfarbigen Bodenbelag deutlich von den früheren Außenflächen unterschieden. Auf dem Platz wurden dauerhaft 24 Koffernachbildungen installiert, die – ähnlich wie die Koffer der 1998er-Aktion – beispielhaft durch Namen und Lebensdaten an ermordete Jüdinnen und Juden aus Ludwigsburg erinnern. Bekannte Jüdinnen und Juden die namentlich auf den Koffern zu finden sind, sind bspw. Jakob Greilsamer, Max Elsas, Walter Pintus oder die Familie Frischauer. Informationen über weitere jüdische Ludwigsburger Opfer des NS-Terrors bietet eine elektronische Informationsstele am Rand des Platzes. Darüber hinaus informiert sie zur Geschichte der jüdischen Gemeinde in Ludwigsburg, zu ihrer Verfolgung und zur Geschichte des Platzes nach dem Ende des NS-Regimes.